# OK Carole
Cet article possède un paronyme, voir Carole.
Albums de  Bijou
Danse avec moi
(1977) Pas dormir
(1979)
OK Carole est le deuxième album du groupe Bijou.

## Réception
L'album est inclus dans l'ouvrage Philippe Manœuvre présente : Rock français, de Johnny à BB Brunes, 123 albums essentiels.

## Titres
1. OK Carole (Palmer/Thoury)
2. Sidonie (je suis fou d'elle) (Yan/Thoury)
3. Décide toi (Philippe Dauga/Thoury)
4. Art majeur (Palmer/Thoury)
5. Survie à Varsovie (Philippe Dauga/Palmer/Thoury)
6. Les papillons noirs (Gainsbourg) - avec Serge Gainsbourg
7. Pic à glace (Palmer/Thoury)
8. (Je connais) Ton numéro de téléphone (Philippe Dauga/Thoury)
9. Je te tuerai (Palmer/Thoury)
10. Lundi matin (Palmer/Thoury)
11. L'amitié (Philippe Dauga/Thoury)
12. J'avais un ami (Yan/Thoury)
13. Non, pas pour moi (Philippe Dauga/Thoury)